# 傅立民 (1936年)
傅立民（1936年8月—2011年7月4日），男，上海人，中华人民共和国政治人物，曾任中华人民共和国商业部副部长，中国轻工总会副会长。